# Hampea breedlovei
Hampea breedlovei là một loài thực vật có hoa thuộc họ Malvaceae.
Loài này chỉ có ở México.